# Балата (Наблус)
Балата (араб. مخيم بلاطة‎, ивр. מחנה פליטים בלאטה‎) — палестинский лагерь беженцев, основанный в 1950 году на севере Западного берега реки Иордан находится на городской черте Наблуса (Шхема). Это самый крупный лагерь беженцев на западном берегу. Плотность населения — 30,000 жителей на 0,25 км².

## История
В 1950 ООН выделил беженцам из Яффы временную территорию. Сначала беженцы отказались от предложения ООН, настаивая на своем стремлении вернуться в свои дома. Однако через два года они приняли предложение и поселились в Балате. В 1956 году бженцы из Яффо захотели более постоянные домов. После того, как границы Государства Израиль были закреплены, беженцы переехали из палаток в бетонные дома.

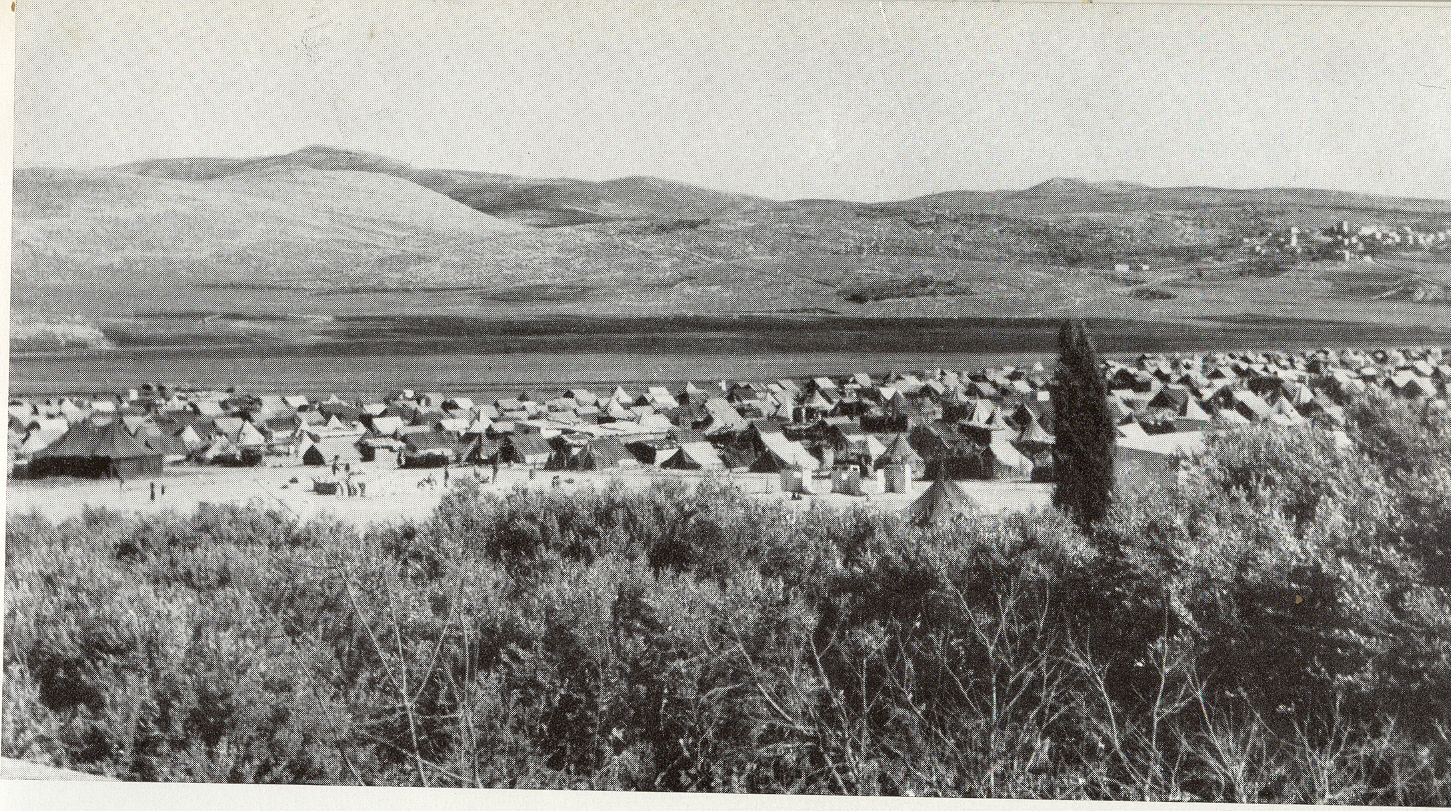
Лагерь Балата в начале 50-х

## Образование и культура
Ближневосточное агентство ООН для помощи палестинским беженцам и организации работ (UNRWA) финансирует школы в Балате, в которых учится приблизительно 5 000 учеников. Культурный центр Яффо функционирует как гостевой дом, детский театр, кинотеатр, детская библиотека и медиа-центр

## Политика
В 1980-е и 1990-е жители Балаты играли лидирующую роль в беспорядках, ставших известными как Первая палестинская интифада и Интифада Аль-Аксы. В ноябре 2007 офицеры Палестинская национальная администрация залезли на крыши и участвовали в боях с бригадами мучеников аль-Аксы, которые превратили лагерь в военный опорный пункт. Пять жителей и полицейский были ранены в перестрелке